# Sadik Kaceli
Sadik Kaceli (Tirana, 14 maart 1914 – Tirana, 24 december 2000) was een Albanese schilder.

## Loopbaan
Kaceli studeerde hij op Académie des Beaux-Arts in Parijs.
Kaceli was een van de bekendste Albanese schilders. Hij was ereburger van Tirana en volksartiest van Albanië.
Hij ontwierp maakte onder meer de eerste serie van de Albanese lek en het wapenschild voor de Socialistische Volksrepubliek Albanië.

## Werken

Wapenschild, ontworpen door Sadik Kaceli
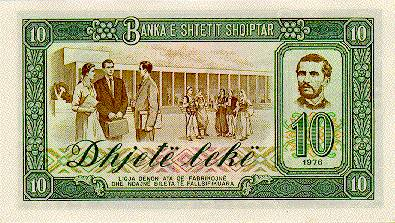
eerste versie van de Albanese lek, ontworpen door Sadik Kaceli

- Gemeinsame Normdatei: 101892261X
- International Standard Name Identifier: 0000 0001 1495 1497
- Library of Congress Control Number: n2009042779
- RKD-Nederlands Instituut voor Kunstgeschiedenis: 126988
- Union List of Artist Names: 500121757
- Virtual International Authority File: 91039253
- WorldCat: E39PBJyGXc6tV7CDVcQhPYGWDq